# بيت دان
بيت دان (بالإنجليزية: Pete Dunn)‏ هو لاعب كرة قاعدة أمريكي، ولد في 26 يونيو 1948.

## وصلات خارجية
- بيت دان على موقعبيزبول رفرنس.كوم (الدوري الثانوي) (الإنجليزية)